# Chloromelas barbata
Chloromelas barbata är en tvåvingeart som beskrevs av Lindner 1935. Chloromelas barbata ingår i släktet Chloromelas och familjen vapenflugor. Inga underarter finns listade i Catalogue of Life.